# Pannaikadu
Pannaikadu là một thị xã panchayat của quận Dindigul thuộc bang Tamil Nadu, Ấn Độ.

## Nhân khẩu
Theo điều tra dân số năm 2001 của Ấn Độ, Pannaikadu có dân số 9396 người. Phái nam chiếm 51% tổng số dân và phái nữ chiếm 49%. Pannaikadu có tỷ lệ 74% biết đọc biết viết, cao hơn tỷ lệ trung bình toàn quốc là 59,5%: tỷ lệ cho phái nam là 80%, và tỷ lệ cho phái nữ là 67%. Tại Pannaikadu, 9% dân số nhỏ hơn 6 tuổi.